# 丽肋绒贻贝
丽肋绒贻贝（学名：Gregariella splendida），是贻贝目壳菜蛤科Gregariella的一种。主要分布于中国大陆、台湾，常栖息在潮间带。